# Mydoom
Mydoom (rodzina robaków pod wspólną nazwą Worm.Mydoom) – złośliwe oprogramowanie znane głównie z powodu ataków DDoS z 1 lutego 2004 na serwery firmy SCO i 3 lutego 2004 na serwery Microsoftu. Odkryty 26 stycznia 2004. 
Szkodnik rozprzestrzeniał się pod postacią załącznika w wiadomościach e-mailowych. Tytuły i treść tych wiadomości były zróżnicowane, jednak wszystkie zawierały zachętę do otwarcia załącznika, więc mimo ich powtarzania się robak zyskiwał kolejne ofiary.
Choć szkodnik prawdopodobnie powstał na początku 2004 r., do dziś jest często spotykany. Jedną z przyczyn tego jest wirus nadgorliwego administratora, czyli zwroty do sfałszowanego przez robaka nadawcy. Istnieją różne programy, które pomagają się go pozbyć, ale nie likwidują one wszystkich mutacji robaka i ciężko się przed nim uchronić.